# Stesilea tuberculata
Stesilea tuberculata là một loài bọ cánh cứng trong họ Cerambycidae.